# Barngarla
I Barngarla (compitazione alternativa Parnkalla/Pangkala) sono un gruppo di aborigeni australiani originari della porzione costiera orientale della penisola di Eyre, in Australia Meridionale.

## Distribuzione
L'areale tradizionale dei Barngarla aveva un'estensione stimata di 17500 chilometri quadrati, dalle coste orientali del lago Torrens a Port Augusta, ad ovest fino alle pendici meridionali dei Gawler Ranges e a sud lungo la costa del golfo di Spencer fino a Cleve e Cowell.

Al momento dell'arrivo dei coloni nell'area, i Barngarla erano sotto pressione da parte dei Kokatha che li scacciarono dai territori settentrionali, mentre la pressione dei coloni da est spinse questo popolo a mischiarsi coi confinanti Nauo.
Il 22 gennaio 2015 ai Barngarla è stato garantito il titolo nativo su 44481 chilometri quadrati, vale a dire circa i due terzi della penisola di Eyre, compresi i centri regionali di Port Lincoln, Whyalla e dal 24 settembre del 2021 le propaggini occidentali di Port Augusta.
I Barngarla erano soliti vivere lungo le aree costiere per gran parte dell'anno, salvo spingersi stagionalmente verso l'interno per motivi cerimoniali od occasioni speciali.

## Usi
I Barngarla vestivano perlopiù mantelli in pelle di canguro, specialmente durante i mesi freddi. Essi erano soliti pattugliare le coste alla ricerca di frutti di mare che rappresentavano assieme ai semi di acacia costiera (noti come nondo) e ai frutti di Carpobrotus modestus gran parte della loro dieta, integrata inoltre stagionalmente con carne di canguro, emù, serpenti e altri rettili. Per la caccia, i Barngarla si servivano principalmente di giavellotti in legno: particolarmente apprezzato per lo scopo era Eucalyptus multicaulis, al punto che quando i territori tradizionali settentrionali dei Barngarla vennero persi a favore di Kokatha, essi si spinsero in direttrice sud-ovest fino a Tumby Bay per rifornirsi del legno di questo particolare albero.
Le popolazioni settentrionali prendono il nome di Wartabanggala, mentre quelle meridionali sono note col nome di Malkaripangala: il reverendo Clamor Wilhelm Schürmann parlava di una divisione di classe fra Mattiri e Karraru, tuttavia tale divisione è stata confutata e si tende a credere che i Barngarla siano piuttosto divisi nelle fratrie dei Kirraroo e dei Matturri o nei sottogruppi dei Wambiri yurarri ("gente della costa") e dei Battara yurarri ("gente dell'eucalipto).
Alcuni Barngarla includono sé stessi nel gruppo tribale moderno degli Adnyamathanha.
I Barngarla erano soliti praticare sia la circoncisione che la subincisione del pene.

### Mitologia
Il Tempo del Sogno dei Barngarla è incentrato attorno alle Pleiadi (le "sette sorelle").
La figura maschile principale del pantheon Barngarla è Yulanya, al quale sono state intitolate le località di Uley, Yeelanna, Yallunda Flat, Yallunna, Yulina, Palanna Fountain.
Periodicamente i Barngarla si riunivano sulle coste, dove gli uomini cantavano dall'alto di una scarpata mentre le donne danzavano sulla spiaggia, al fine di ingraziarsi gli squali e i delfini della zona e convincerli a spingere i banchi di pesce vicino alla costa garantendo una pesca abbondante.

## Storia
I Barngarla, assieme ai confinanti Nauo, hanno mostrato un'incrollabile ostilità nai confronti dei coloni europei: fin dalla fondazione di Port Lincoln nel 1839, infatti, bande di appartenenti a questo popolo sono state coinvolte in innumerevoli attacchi (condotti o subiti), ritorsioni, saccheggi.
Assieme ad altri gruppi aborigeni della zona (Kokatha, Wirangu e Nauo), anche i Barngarla conservano una tradizione orale relativa agli eventi del cosiddetto massacro di Waterloo Bay del 1849.
Nel 1850 vennero aperte due missioni in territorio Barngarla, a Port Lincoln e a Poonindie: quest'ultima sopravvisse fino al 1894, quando venne chiusa e i residenti trasferiti ad altre missioni.
Nel 2023 i Barngarla hanno vinto il contenzioso volto a impedire la costruzione di un impianto di stoccaggio di scorie nucleari a Kimba.

## Lingua
La lingua originaria dei Barngarla era appunto il Barngarla, di cui gli ultimi parlanti madrelingua sono verosimilmente venuti a mancare durante gli anni '60: la lingua si era conservata in documenti vecchi anche di 170 anni, oltre che nelle canzoni del Tempo del Sogno conosciute dai ragazzi della generazione rubata, a partire dai quali il linguista Ghil'ad Zuckermann ha lanciato nel 2011 la proposta (entusiasticamente accolta dalle comunità locali) di rivitalizzarla.
I Barngarla sono noti con una serie di altri nomi:
- Arkaba-tura ("gli uomini di Arkaba")
- Bangala / Bungela / Banggala / Bahngala / Bungeha
- Jadliaura
- Kooapidna / Kooapudna (banda della municipalità di Franklin Harbour)
- Kortabina (toponimo)
- Pamkala / Pankalla / Parnkalla / Parn-kal-la / Pankarla / Punkalla / Punkirla
- Wanbirujurari ("uomini delle coste", nome che le tribù settentrionali davano a quelle meridionali)
- Willara / Willeuroo ("occidentali")